# Atletica leggera ai Giochi della XXI Olimpiade - Decathlon
Il decathlon ha fatto parte del programma maschile di atletica leggera ai Giochi della XXI Olimpiade. La competizione si è svolta nei giorni 29-30 luglio 1976 allo Stadio Olimpico (Montréal).

## Presenze ed assenze dei campioni in carica
| Competizione      | Atleta              | Prestazione | Montréal 1976   |
| ----------------- | ------------------- | ----------- | --------------- |
| Monaco 1972       | Mykola Avilov       | 8 454 p.    | Presente        |
| Commonwealth 1974 | Mike Bull           | 7 417 p.    | Non selez.      |
| Europei 1974      | Ryszard Skowronek   | 8 207 p.    | Presente        |
| Asiatici 1974     | Vijay Singh Chauhan | 7 375 p.    | Non qualificato |
| Panamericani 1975 | Bruce Jenner        | 8 045 p.    | Presente        |

1. ↑  Il decatleca statunitense è anche primatista mondiale con 8 538 punti. Si è qualificato ai Giochi vincendo i Trials.

## Risultati
Stadio Olimpico, giovedì 29 luglio e venerdì 30 luglio.
Alla fine della prima giornata è in testa il tedesco Kratschmer, seguito dal campione uscente, il sovietico Avilov (spicca il suo 2,14 nell'alto). Terzo il primatista mondiale Jenner, che peraltro ha battuto il proprio record di punti sulle prime cinque gare.
Nella seconda giornata Avilov passa subito in testa (110 ostacoli). Jenner si rifà sotto vincendo in successione disco (50,04 m) ed asta con 4,80. Prima dei 1500 finali lo statunitense è in testa, con 88 punti di vantaggio su Kratschmer e oltre 150 su Avilov. Jenner riesce a fare il personale nel miglio e vince con il nuovo record del mondo.
| Pos | Paese                                                          | Atleta                                  | Punti                                             |  |
| --- | -------------------------------------------------------------- | --------------------------------------- | ------------------------------------------------- |  |
|     | Stati Uniti                                                    | Bruce Jenner                            | 8.618                                             |  |
|     | CORSE 100 m: 10"94 110 ost. 14"84 400 m: 47"51 1500 m: 4'12"61 | SALTI Alto: 2,03 Asta: 4,80 Lungo: 7,22 | LANCI Peso: 15,35 Disco: 50,04 Giavellotto: 68,52 |  |
|     | Germania Ovest                                                 | Guido Kratschmer                        | 8.411                                             |  |
|     | Unione Sovietica                                               | Mykola Avilov                           | 8.369                                             |  |